# グリーンバーガー＝ホーン＝ツァイリンガー状態
グリーンバーガー＝ホーン＝ツァイリンガー状態（グリーンバーガー＝ホーン＝ツァイリンガーじょうたい、英: Greenberger–Horne–Zeilinger state、GHZ状態）とは、量子もつれの典型的な例である。この状態では波動関数の重ね合わせが巧妙なため、局所的隠れた変数理論とまったく相容れない実験結果を予言する。ベルの不等式で示される量子力学の非古典性をより鋭く示したものである。近年では実験で実現されている。

## 重ね合わせの詳細
GHZ状態は、二状態系3つが量子的にもつれた状態である。二状態系を電子のスピン自由度だと思うことにすると、
3つの電子のスピンのx, y, z 成分を測定することができる。電子のスピンは、どの成分を測定しても+1か−1を与えることが知られている。
GHZ 状態では、以下の節で説明してあるように、
- 1番目の電子のスピンのy成分、2番目の電子のスピンのy成分、3番目の電子のスピンのx成分 を測定した場合は、結果は (+++), (+--), (-+-), (--+)のいずれか。 ... (1)
- 1番目の電子のスピンのy成分、2番目の電子のスピンのx成分、3番目の電子のスピンのy成分 を測定した場合は、結果は (+++), (+--), (-+-), (--+)のいずれか。 ... (2)
- 1番目の電子のスピンのx成分、2番目の電子のスピンのy成分、3番目の電子のスピンのy成分 を測定した場合は、結果は (+++), (+--), (-+-), (--+)のいずれか。 ... (3)

を必ず与え、一方
- 1番目の電子のスピンのx成分、2番目の電子のスピンのx成分、3番目の電子のスピンのx成分 を測定した場合は、結果は (++-), (+-+), (-++), (---)のいずれか。 ...(4)

を必ず与えるような状態である。以上のような実験結果は、隠れた変数モデルでは説明できない。
なぜなら、隠れた変数モデルでは、量子状態の測定結果は確率的におこるけれども、一回一回の測定においては、どのような測定をした結果も決まっているはずである、と考える。すると、GHZ状態は測定以前でも、
- 1番目の電子のスピンのy成分を測定すると{\displaystyle s_{y}^{(1)}}、x成分を測定すると{\displaystyle s_{x}^{(1)}}
- 2番目の電子のスピンのy成分を測定すると{\displaystyle s_{y}^{(2)}}、x成分を測定すると{\displaystyle s_{x}^{(2)}}
- 3番目の電子のスピンのy成分を測定すると{\displaystyle s_{y}^{(3)}}、x成分を測定すると{\displaystyle s_{x}^{(3)}}

となることが決まっており、{\displaystyle s_{x,y}^{(1,2,3)}}への+1、−1の割り振りのパターンが確率的に決まっていると考えることになるが、
- 上の(1)より{\displaystyle s_{y}^{(1)}s_{y}^{(2)}s_{x}^{(3)}=1}
- 上の(2)より{\displaystyle s_{y}^{(1)}s_{x}^{(2)}s_{y}^{(3)}=1}
- 上の(3)より{\displaystyle s_{x}^{(1)}s_{y}^{(2)}s_{y}^{(3)}=1}

となる。これを三つ掛け合わせて、{\displaystyle (s_{x,y}^{(1,2,3)})^{2}=1}をつかうと、
{\displaystyle s_{x}^{(1)}s_{x}^{(2)}s_{x}^{(3)}=1}
となるが、
- 上の(4)より {\displaystyle s_{x}^{(1)}s_{x}^{(2)}s_{x}^{(3)}=-1}

となり、これは隠れた変数モデルが破綻していることを示している。

## 量子力学を使った説明
二状態系の通常の記述を用いれば、GHZ状態は
{\displaystyle |GHZ\rangle ={\frac {1}{\sqrt {2}}}(|111\rangle -|000\rangle )}
と表せる。
スピンのx, y軸成分の2倍は
{\displaystyle \sigma _{x}={\begin{pmatrix}0&1\\1&0\end{pmatrix}},\sigma _{y}={\begin{pmatrix}0&i\\-i&0\end{pmatrix}}}
で表されるから、
{\displaystyle |GHZ\rangle } が
{\displaystyle \sigma _{y}^{(1)}\sigma _{y}^{(2)}\sigma _{x}^{(3)}=1,}

{\displaystyle \sigma _{y}^{(1)}\sigma _{x}^{(2)}\sigma _{y}^{(3)}=1,}

{\displaystyle \sigma _{x}^{(1)}\sigma _{y}^{(2)}\sigma _{y}^{(3)}=1,}
そして
{\displaystyle \sigma _{x}^{(1)}\sigma _{x}^{(2)}\sigma _{x}^{(3)}=-1}
の固有状態であることはすぐ確かめられる。